# Lummelundagrottan
Lummelundagrottan (Zweeds voor 'de Lummelundagrot') is een natuurreservaat nabij Lummelunds bruk en Lummelunda, ten noorden van de stad Visby op het eiland Gotland in Zweden. Het natuurreservaat is voornamelijk bekend vanwege de grot zelf, die ook wel Rövarkulan ('rovershol') wordt genoemd. Het reservaat is ongeveer 17 hectare groot en beslaat zowel de grot als het bovengrondse gebied eromheen. De grot is een van de langste van Zweden en ongeveer vier kilometer ervan is verkend. De grot trekt jaarlijks 110.000 bezoekers.

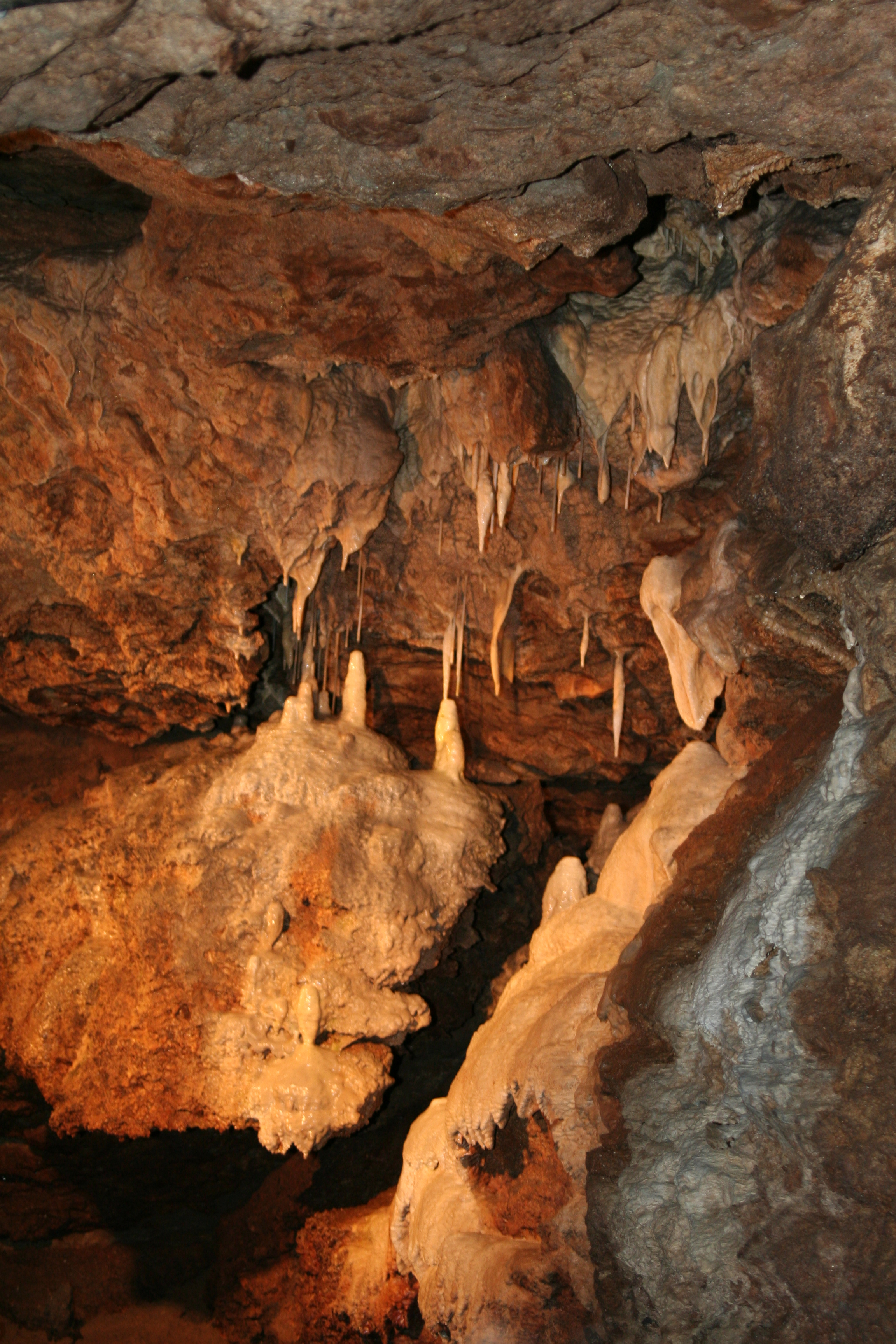
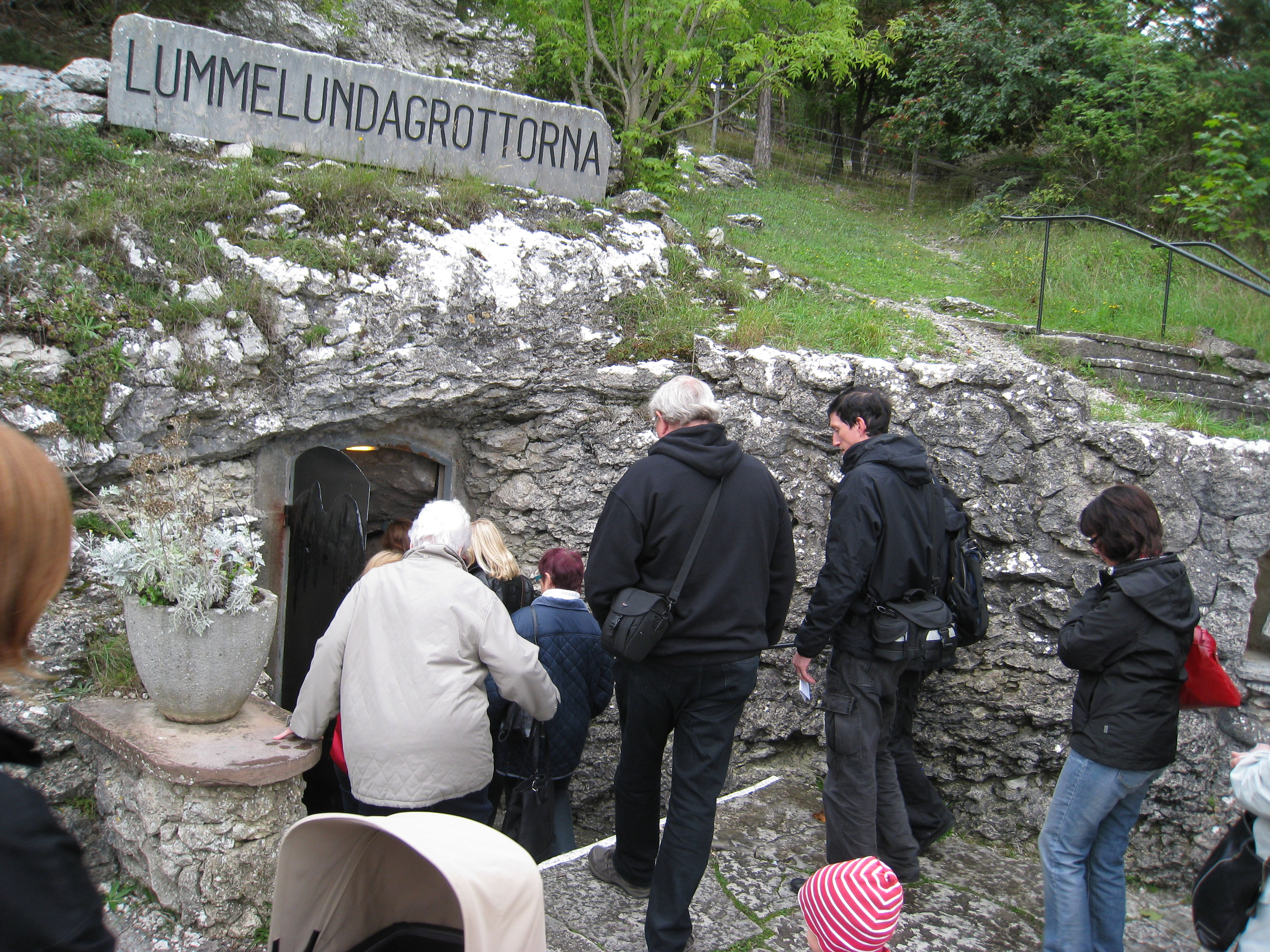
Toeristen
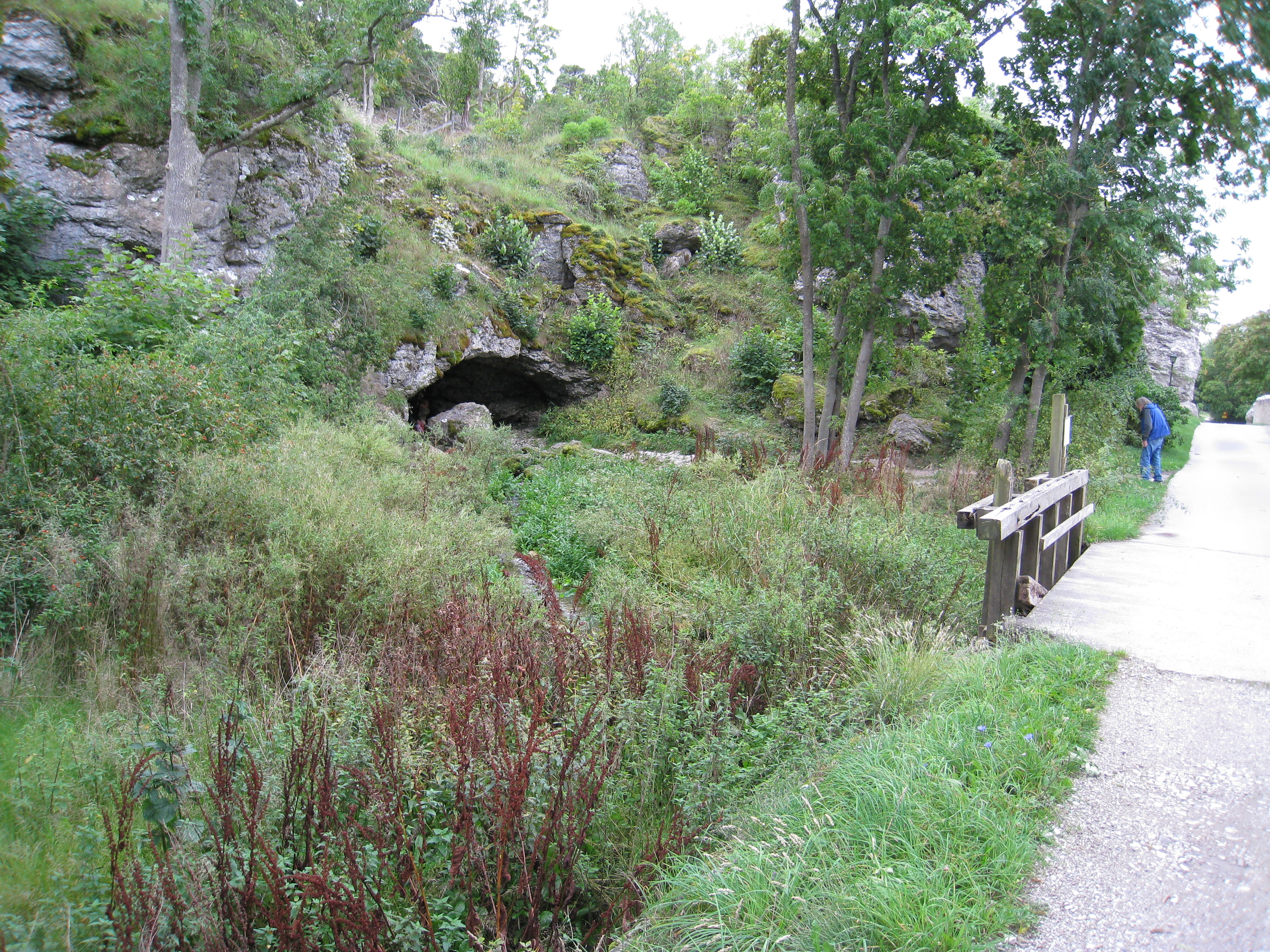
De ingang van de Lummelundagrottan